# Jarno Widar
Jarno Widar (Hasselt, 13 novembre 2005) è un ciclista su strada belga che corre per il Lotto Development Team. Scalatore, nel 2024, al primo anno da Under-23, ha vinto il Giro Next Gen e il Giro della Valle d'Aosta.

## Palmarès
- 2022 (Juniores)

Nokere Koerse Juniors
Grand Prix Général Patton
2ª tappa La Philippe Gilbert Juniors (Harzé > Remouchamps)
- 2023 (Juniores)

Kuurne-Brussels-Kuurne Junioren
3ª tappa Tour du Bocage et de l'Ernée 53 (Châtillon-sur-Colmont > Châtillon-sur-Colmont)
Classifica generale Tour du Bocage et de l'Ernée 53
3ª tappa Côte d'Or Classic Juniors
Giro delle Fiandre Junior
Campionato belga, Prova in linea Junior
La Classique des Alpes Juniors
Limburgse Pijl
Trofeo Emilio Paganessi
1ª tappa, 1ª semitappa Giro della Lunigiana (La Spezia > Fivizzano)
1ª tappa, 2ª semitappa Giro della Lunigiana (Massa > Bolano)
GP Ernest Beco
2ª tappa La Philippe Gilbert Juniors (Harzé > Remouchamps)
Classifica generale La Philippe Gilbert Juniors
- 2024 (Lotto Dstny Development Team, sette vittorie)

Ronde van Limburg
Classifica generale Alpes Isère Tour
3ª tappa Giro Next Gen (Borgo Virgilio > Fosse)
6ª tappa Giro Next Gen (Verrès > Pian della Mussa)
Classifica generale Giro Next Gen
4ª tappa Giro della Valle d'Aosta (Saint-Vincent > Ayas (Champoluc))
Classifica generale Giro della Valle d'Aosta
- 2025 (Lotto Development Team, nove vittorie)

3ª tappa Circuit des Ardennes (Boulzicourt > Saint-Marceau)
Liegi-Bastogne-Liegi Under-23
2ª tappa Ronde de l'Isard (Luz-Saint-Sauveur > Cauterets)
Classifica generale Ronde de l'Isard
3ª tappa Giro Next Gen (Albese con Cassano > Passo del Maniva)
3ª tappa Giro della Valle d'Aosta (Pré-Saint-Didier > Colle del Gran San Bernardo)
4ª tappa Giro della Valle d'Aosta (Saint-Pierre > Valsavarenche (Pont))
5ª tappa Giro della Valle d'Aosta (Valtournenche > Breuil-Cervinia)
Classifica generale Giro della Valle d'Aosta

### Altri successi
- 2023 (Juniores)

Classifica montagna Tour du Bocage et de l'Ernée 53
Classifica montagna Corsa della Pace Juniores
Classifica a punti Giro della Lunigiana
Classifica scalatori Giro della Lunigiana
- 2024 (Lotto Dstny Development Team)

Classifica giovani Ronde de l'Isard
Classifica giovani Alpes Isère Tour
Classifica giovani Giro Next Gen
Classifica giovani Giro della Valle d'Aosta
- 2025 (Lotto Development Team)

Classifica giovani Circuit des Ardennes
Classifica a punti Ronde de l'Isard
Classifica giovani Ronde de l'Isard
Classifica a punti Giro della Valle d'Aosta
Classifica scalatori Giro della Valle d'Aosta

## Piazzamenti

### Competizioni mondiali
- Campionati del mondo

Glasgow 2023 - In linea Junior: ritirato
Zurigo 2024 - In linea Under-23: 7º

### Competizioni continentali
- Campionati europei

Drenthe 2023 - In linea Junior: 8º